# تریوکس سالن

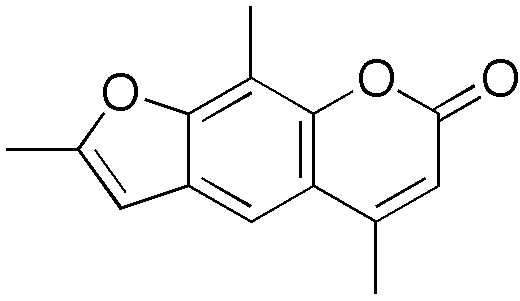
ساختار شیمیایی تریوکس سالن

تریوکس سالن (به انگلیسی: Trioxsalen) با فرمول شیمیایی C۱۴H۱۲O۳ یک ترکیب شیمیایی با شناسه پاب‌کم ۵۵۸۵ است. که جرم مولی آن ۲۲۸٫۲۴۳۲۸ g/mol می‌باشد. 